# Yoav Gallant
Yoav Gallant (em hebraico: יואב גלנט; nascido em 8 de novembro de 1958) é um político israelense e ex-general militar. Membro do Knesset, atuou como ministro da defesa de 2022 até 2024. É ex-comandante do Comando Sul nas Forças de Defesa de Israel. Em janeiro de 2015, afiliou-se ao novo partido Kulanu. Depois de ser eleito ao Knesset, foi nomeado Ministro da Infraestrutura. No final de 2018, ingressou no Likud. Gallant também ocupou anteriormente os cargos de Ministro da Aliyah e Integração e Ministro da Educação. Em 2024, o Tribunal Penal Internacional emitiu mandado de prisão para Gallant por crimes de guerra e crimes contra a humanidade.

## Biografia
Yoav Gallant nasceu em 8 de novembro de 1958, em Jafa, filho de imigrantes judeus poloneses. Sua mãe, Fruma, era uma sobrevivente do Holocausto que participou do SS Exodus quando criança. Junto com outros refugiados do Êxodo, ela foi deportada pelos britânicos para Hamburgo e chegou a Israel em 1948. Ela era enfermeira de profissão. Seu pai, Michael, lutou contra os nazistas como partidário nas florestas da Ucrânia e da Bielorrússia, e também imigrou para Israel em 1948. Ele serviu na Brigada Givati na Guerra Árabe-Israelense de 1948, incluindo a unidade Samson's Foxes, e foi considerado um dos melhores atiradores das Forças de Defesa de Israel. Ele participou da Operação Yoav, durante a qual foi o primeiro soldado a invadir o forte no Iraque Suwaydan. Ele nomeou seu filho para a operação. Na juventude de Gallant, a família mudou-se para Givatayim, onde estudou na escola secundária David Kalai. Ele recebeu um bacharelado em Gestão de Negócios e Finanças pela Universidade de Haifa.
Gallant atualmente mora em Moshav Amikam e é casado com Claudine, tenente-coronel aposentada das FDI. Eles possuem um filho e duas filhas. Em 2011, Gallant foi escolhido para suceder Gabi Ashkenazi como Chefe do Estado-Maior General pelo Ministro da Defesa, Ehud Barak. Embora a sua nomeação tenha sido aprovada pelo governo, foi anulada devido a alegações de construção de uma estrada de acesso não autorizada à sua casa e de plantação de um olival em terrenos públicos fora dos limites da sua propriedade.

### Candidatura de Chefe do Gabinete
Em 22 de agosto de 2010, o Ministro da Defesa Ehud Barak apresentou ao governo a candidatura de Gallant para o cargo de vigésimo chefe do Estado-Maior das FDI. Era esperado que ele recebesse a promoção. A nomeação de Gallant seguiu-se a uma controvérsia, onde um documento forjado vazou com o objetivo de detalhar os planos de Gallant para difamar o candidato rival Benny Gantz. Em 5 de setembro de 2010, o governo aprovou a nomeação de Gallant como o próximo chefe de gabinete, com apenas objeções do ministro do Likud, Michael Eitan. O primeiro-ministro Benjamin Netanyahu disse que o novo chefe das FDI "provou seu valor durante seus 33 anos de serviço militar nas linhas de frente das FDI" e que "ele provou ser um lutador corajoso, um excelente oficial e um responsável e sério comandante de batalha.
Em 1 de fevereiro de 2011, o primeiro-ministro Benjamin Netanyahu e o ministro da Defesa Ehud Barak cancelaram a nomeação de Gallant para o cargo de chefe das Forças de Defesa de Israel. O decreto ocorreu após meses de escândalo em torno de sua nomeação devido a alegações de que ele havia confiscado terras públicas perto de sua casa em Moshav Amikam. Depois de conduzir uma investigação sobre as alegações, o procurador-geral Yehuda Weinstein disse que as suas conclusões “levantaram dificuldades jurídicas significativas para a decisão de nomeá-lo”. Weinstein disse que cabia ao primeiro-ministro e ao ministro da Defesa decidir se Gallant poderia ou não assumir o cargo. No início do dia, Weinstein notificou Netanyahu que não poderia defender a nomeação de Gallant como chefe de gabinete devido a impedimentos legais.

### Ministro da Defesa
Em 8 de agosto de 2023, Gallant alertou que Israel não hesitaria em atacar o Hezbollah e "devolver o Líbano à Idade da Pedra" se Israel fosse atacado. Em 9 de outubro de 2023, após o início da guerra Israel-Hamas e dos ataques em Israel por militantes do Hamas, Gallant disse que havia "ordenado um cerco completo à Faixa de Gaza. Não haverá eletricidade, nem comida, nem água, nem combustível". ... Está tudo fechado, estamos lutando contra animais humanos e agindo de acordo.
Em 13 de outubro de 2023, Gallant reuniu-se com o secretário de Defesa dos EUA, Lloyd Austin. Gallant apelou aos palestinos para evacuarem o norte de Gaza, incluindo a Cidade de Gaza, dizendo: "A camuflagem dos terroristas é a população civil. Portanto, precisamos separá-los. Então, aqueles que querem salvar suas vidas, por favor, vão para o sul. Nós estamos indo destruir a infraestrutura do Hamas, o quartel-general do Hamas, o estabelecimento militar do Hamas, e tirar estes fenómenos de Gaza e da Terra." Em 13 de outubro, ele disse que “Gaza não voltará a ser o que era antes. Não haverá Hamas. Eliminaremos tudo”.
Durante a África do Sul v. Israel ao Tribunal Internacional de Justiça (CIJ) de que Israel estava a cometer genocídio contra os palestinos, o presidente do TIJ citou Gallant por usar a frase "animais humanos" em referência aos palestinos. Gallant descreveu a submissão da África do Sul como antissemita.

## Carreira Militar

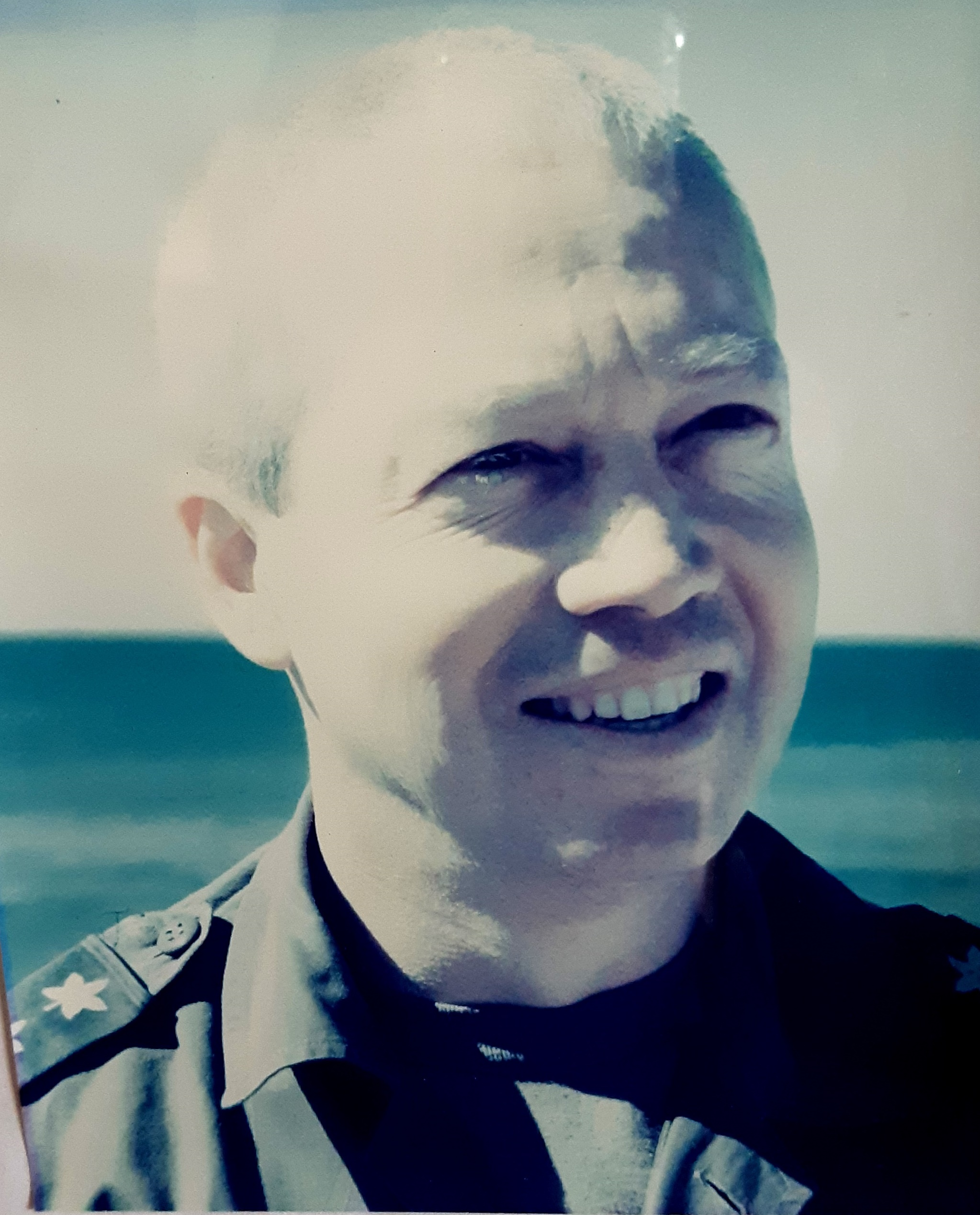
Gallant em 1995 como comandante do Shayetet 13

Gallant começou sua carreira militar em 1977 como comando naval em Shayetet 13. Na década de 80, depois de seis anos de serviço ativo, ele se mudou para o Alasca e trabalhou como um lenhador. Na década de 1980, após seis anos de serviço ativo, mudou-se para o Alasca e trabalhou como lenhador. Ele então retornou à marinha e serviu em um barco com mísseis (incluindo uma posição como vice-comandante do INS Keshet) e novamente em Shayetet 13. Em 1992, Gallant foi designado pelo então comandante da marinha Ami Ayalon para o comando de Shayetet 13, cargo que deveria ocupar em 1994. Gallant preferiu não estudar durante os dois anos restantes e, em vez disso, mudou-se para as forças terrestres e em 1993 assumiu o comando da Brigada Territorial Menashe da Divisão da Judéia e Samaria.

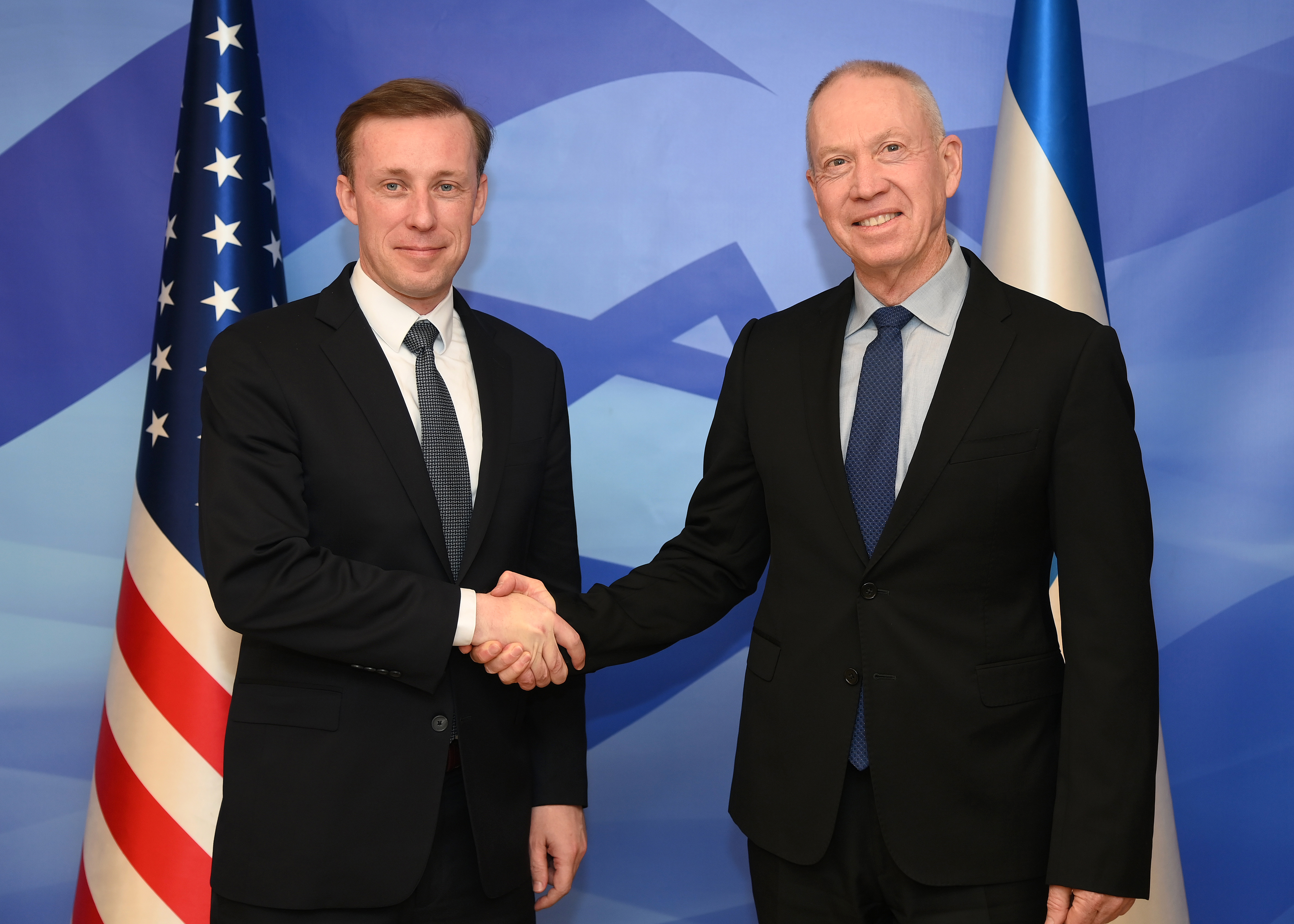
Gallant com o Conselheiro de Segurança Nacional Jake Sullivan em janeiro de 2023

Depois de servir por três anos como comandante do Shayetet 13, Gallant passou a comandar a Divisão de Gaza. Ele também comandou a 340ª Divisão Blindada da reserva (Formação Idan) e, em 2001, tornou-se Chefe do Estado-Maior do Quartel-General do Exército GOC. Gallant alcançou o posto de major-general quando se tornou secretário militar do primeiro-ministro em 2002. Em 2005, Gallant foi nomeado comandante do Comando Sul. Durante o seu mandato (que durou até 21 de Outubro de 2010), o Hamas lançou o ataque transfronteiriço de Gaza em 25 de Junho de 2006, que resultou na morte de dois soldados das FDI e na captura de um terceiro, Gilad Shalit. As IDF lançaram então a Guerra do Líbano, que resultou na diminuição dos disparos de foguetes do Hamas por algum tempo, mas não conseguiu libertar Shalit. Também durante o seu mandato, as Forças de Defesa de Israel embarcaram na Operação Chumbo Fundido contra o Hamas na Faixa de Gaza, de dezembro de 2008 a janeiro de 2009, o que novamente minimizou temporariamente o lançamento de foguetes do Hamas, mas também novamente não conseguiu encontrar e entregar Shalit, que seria eventualmente trocado. em 2011, para 1.027 palestinos presos em Israel.
Gallant comandou a operação e seu papel no campo e no que na época era considerado o sucesso da operação ganhou elogios e o ajudou na corrida para chefe de gabinete. No entanto, Gallant e as FDI foram criticados pela implementação da doutrina Dahiya de destruição generalizada da infra-estrutura civil na Guerra de Gaza de 2008-09, com o Relatório Goldstone concluindo que a estratégia israelense foi "projetada para punir, humilhar e aterrorizar a população".
A ONG israelense Yesh Gvul entrou com uma ação contra a nomeação de Gallant como chefe do Estado-Maior das FDI, alegando que seu papel de comando no Cast Lead o confirmava como suspeito de "graves violações do direito internacional".O Haaretz observou que Gallant fez lobby contra uma investigação do coronel Ilan Malka, o comandante das FDI que aprovou o ataque aéreo que matou 21 membros do clã al-Samouni durante Cast Lead. A opinião de Gallant foi ignorada quando o procurador-geral militar abriu uma investigação sobre o incidente que foi destacado pelo Relatório Goldstone como uma "possível violação grave do direito internacional".

## Carreira Política

### Kulanu
Em janeiro de 2015, Gallant juntou-se ao novo partido Kulanu liderado por Moshe Kahlon. Ele ficou em segundo lugar na lista do partido para as eleições de 2015 e foi eleito para o Knesset quando o partido conquistou dez cadeiras. Mais tarde, foi nomeado Ministro da Construção no novo governo. Em Janeiro de 2016, o New York Times publicou um artigo de opinião de Gallant no qual ele descreveu o quão importante acredita ser que os líderes judeus e árabes se unam na promoção da paz e da igualdade no seu país partilhado. Como parte desse esforço, ele e MK Ayman Odeh, líder da aliança da Lista Conjunta de partidos árabes, visitaram juntos várias cidades árabes israelenses. “Juntos, examinamos em primeira mão os desafios enfrentados pelas comunidades árabes israelenses para que pudéssemos encontrar soluções”, ele observou .

### Likud
Em 31 de dezembro de 2018, Gallant renunciou o cargo de Ministro da Habitação e Construção para ingressar no Likud. Um dia depois foi nomeado Ministro da Aliá e da Integração. Ele renunciou ao Knesset e foi substituído pelo próximo candidato na lista Kulanu, Fentahun Seyoum, em 2 de janeiro de 2019. Após a formação do trigésimo quinto governo de Israel, Gallant foi nomeado Ministro da Educação. Em 17 de janeiro de 2021, reagindo a um discurso planejado pelo diretor-geral do B'Tselem Hagai El-Ad na Escola Hebraica Reali, Gallant, servindo como Ministro da Educação, publicou uma diretriz ao Ministério da Educação para proibir todas as organizações cujo causas contradizem a visão do Ministério do país como democrático, judeu e sionista, desde a entrada nas escolas. Especificamente, Gallant escreveu que qualquer organização que cite Israel como um “estado de apartheid” será proibida de entrar em centros educacionais em Israel.
Em 2021, como Ministro da Educação, Gallant se opôs ao professor do Instituto Weizmann, Oded Goldreich, de receber o Prêmio Israel de matemática, por ele ter assinado uma carta de 2019 que pedia ao Bundestag que não aprovasse legislação definindo o Boicote, Desinvestimento e Sanções (BDS) movimento como antissemita. Em 8 de abril de 2021, a Suprema Corte de Justiça de Israel decidiu a favor da petição de Gallant para que Goldreich não pudesse receber o prêmio e deu a Gallant um mês para examinar mais detalhadamente a questão.

### Reforma Judicial
Em 25 de março de 2023, Gallant se manifestou contra seu próprio governo em apoio aos protestos contra as reformas judiciais propostas pelo governo. Ele solicitou ao governo que suspendesse a legislação proposta para permitir negociações entre a coligação governante e a oposição, o que resultou no Ministro da Segurança Nacional, Itamar Ben-Gvir, a pedir a demissão de Gallant. Netanyahu anunciou em 26 de março que estava demitindo Gallant, acarretando protestos massivos naquela noite em diversos municípios de Israel. No dia seguinte, o gabinete de Gallant informou que ele irá se manter no cargo, pois ainda não havia recebido a notificação oficial de sua demissão. Em 10 de abril, Netanyahu alegou que não demitiria Gallant.

## Ligações Externas
- «Major General Yoav Galant, GOC Southern Command». Israel Defense Forces. Consultado em 10 de janeiro de 2009. Cópia arquivada em 12 de abril de 2010